# Marchettus de Padoue
Marchettus de Padoue ou Marchetto da Padova (né vers 1275, probablement à Padoue, et mort après le 18 mai 1318 en un lieu indéterminé)  est un théoricien de la musique et compositeur italien du Moyen Âge tardif. Il est l'auteur de deux ouvrages théoriques majeurs, le Lucidarium (écrit vraisemblablement entre 1309 et 1318) et le Pomerium, ainsi que d'un troisième traité intitulé Brevis compilacio et résumant le deuxième.

## Biographie
Marchettus de Padoue qui est le fils d'un couturier de Padoue est probablement né dans cette ville. 
Les documents concernant sa biographie sont rares.  De 1305 à 1307 il est maître de la chorale et enseignant à la cathédrale de Pavie et quitte Padoue en 1308 afin de travailler dans d'autres villes de Vénétie et Romagne.
En 1317 Marchettus  se rend à Avignon, alors siège papal, auprès du patriarche d'Aquilée, Gastone della Torre, afin d'obtenir sa nomination de magister cantus à l'école capitulaire de Cividale del Friuli mais sa demande n'est pas satisfaite.
En 1318 Marchettus figure sur la liste des ecclésiastiques proches de Robert Ier, roi de Naples.
Ses principaux traités sur la théorie musicale ont été probablement écrits entre 1317 et 1319, peu avant que Philippe de Vitry ait écrit  en 1322 le traité Ars nova, dont est issu le style musical. Marchettus aurait écrit ses traités à Césène et Vérone.

## Apports théoriques
Dans le Lucidarium in arte musicae planae, consacré principalement au plain-chant et aux modes ecclésiastiques, Marchettus de Padoue aborde notamment la question des intervalles et des consonances. Il définit l'intervalle du ton et le divise en cinq diesis, lesquels rendent possible quatre sortes de demi-ton : le diesis (1/5 de ton), le demi-ton enharmonique (2 diesis), le demi-ton diatonique (3 diesis) et le demi-ton chromatique, ou chroma (4 diesis),.
Sa théorie des demi-tons considère que le demi-ton mineur, qu'il appelle demi-ton enharmonique au lieu de demi-ton diatonique, comporte 2/5 de ton. Il nomme le demi-ton majeur demi-ton diatonique, et affirme qu'il contient trois diesis. Le diesis, intervalle mesurant 1/5 de ton, se rencontre dans les progressions de type do dièse-ré ou fa dièse-sol (intervalles qui ne se distingueraient pas des demi-tons mineurs tels que mi-fa dans la théorie usuelle). Enfin, le demi-ton chromatique (qui n'aurait habituellement pas été différencié du demi-ton majeur), ou chroma, correspond à 4/5 de ton et se rencontre dans les intervalles comme fa-fa dièse, et complète ainsi le diesis pour former un ton complet,.
Il est probable que les cinq "diesis" qui subdivisent le ton juste ne sont pas égaux. En effet, comme le fait remarquer Jay Rahn, Marchettus souligne le caractère novénaire du ton et distingue une unité indivise "in medio sui" (en son milieu), ("Lucidarium", 6.3.14). Dans cette interprétation, nous aurions dans l'intervalle de 8 à 9, soit de 72 à 81 (neuf unités), un dièse formé par l'unité indivise médiane de 76 à 77. Les cinq dièses correspondraient aux rapports numériques (par exemple de longueurs sur les monocordes très précis d'environ trois pieds de haut) :
- de 72 à 74, soit de 36 à 37, 11,9 savarts (définition d'origine) ;
- de 74 à 76, soit de 37 à 38, 11,6 savarts ;
- de 76 à 77, unité indivise médiane, 5,7 savarts ;
- de 77 à 79, 11,1 savarts ;
- de 79 à 81, 10,9 savarts.
Le savart étant rarement distinct à l'oreille même exercée, le ton serait ainsi subdivisé sensiblement en neuf demi-diesis égaux d'un peu moins de 6 savarts (le ton juste non tempéré étant supérieur à 50 savarts).
Les semi-tons "diatonique" et "enharmonique" de Marchettus (choix terminologique insolite) correspondraient ainsi sensiblement aux semi-tons pythagoriciens traditionnels. L' "enharmonique" correspondrait au semi-ton traditionnel et serait plus faible que le "diatonique". Il représenterait les deux diesis de 77 à 81, soit 22,0 savarts contre 22,6 pour le semi-ton traditionnel. Le "diatonique" couvrirait les trois premiers diesis de 72 à 77, soit 29,2 savarts contre 28,5 pour l'apotome. Si on interprète le 77 et le 81 en termes de longueur, le semi-ton enharmonique se trouve dans le grave, de façon logique.
Le semi-ton chromatique comprendrait l'intervalle de 74 à 81, dans le grave, soit sensiblement les 7 neuvièmes du ton, le dièse de Marchettus le complétant. L'intervalle Gs - a, en imaginant G altéré par un tel semi-ton, serait donc particulièrement resserré.
En faisant abstraction de la terminologie, qui lui est personnelle, ces espèces de demi-tons, bien qu'elles semblent étrangères, correspondent en partie aux concepts usuels de la théorie musicale médiévale. Marchettus de Padoue se distingue ainsi principalement en considérant les progressions de type do dièse-ré comme étant bien plus serrées que celles de type mi-fa.

## Œuvre
Une œuvre de Marchettus de Padoue fut identifiée, grâce à un manuscrit (Canon Class Latin 112 de la bibliothèque bodléienne). Ce manuscrit contient un motet à trois voix dans lequel se trouve l'acrostiche marcum paduanum, qui fit identifier l'auteur. Il s'agit d'une de ses œuvres, Ave Regina.

### Ouvrages
- Vincent Arlettaz, Musica Ficta : Une histoire des sensibles du XIIIe au XVIe siècle, Liège, Editions Mardaga, coll. « Musique-Musicologie », 2000, 526 p. (ISBN 2-87009-727-1 et 978-2870097274, lire en ligne), p. 125-132
- (en) Karol Berger, Musica Ficta : Theories of Accidental Inflections in Vocal Polyphony from Marchetto Da Padova to Gioseffo Zarlino, Cambridge University Press, janvier 2004, 288 p.

### Articles
- (en) Carla Vivarelli, « Di una pretesa scuola napoletana: sowing the seeds of the Ars nova at the court of Robert of Anjou », The Journal of musicology, vol. 24, no 2,‎ 2007, p. 272-296 (DOI 10.1525/jm.2007.24.2.272, lire en ligne)
- (it) Luca Gianni, « Marchetto da Padova e la scuola capitolare di Cividale. Un documento inedito del 1317 conservato a Udine », Musica e Storia, vol. 7, no 1,‎ 1999, p. 47-57 (lire en ligne)